# Михаил VIII Палеолог
Михаи́л VIII Палеоло́г (греч. Μιχαήλ Η΄ Παλαιολόγος) (1224/1225 — 11 декабря 1282) — византийский император с 1261 года (как никейский император — с 1259 г.), основатель династии Палеологов.
Начал свой путь к трону как регент при наследнике никейского императора Феодора II Ласкариса — малолетнем Иоанне IV, которого он ослепил 25 декабря 1261 года, что делало невозможным вступление Иоанна IV на престол. Отвоевал у крестоносцев Константинополь, захваченный ими во время Четвёртого крестового похода 1202—1204 гг., и возродил Византийскую империю. В то же время, Михаил заложил основу для дальнейшего ослабления своей страны. Найдя опору в аристократии, он отвернулся от простого народа, что в дальнейшем вылилось в три гражданские войны. Кроме этого, император перестал поддерживать местную торговлю и ремесло, что позволило итальянским торговым республикам укрепить свои позиции в стране.

## Происхождение
Известно, что будущий византийский император родился в 1224 или 1225 году. Михаил был очень знатного происхождения — среди его предков числились византийские императоры из династий Ангелов и Комнинов, а также выходцы из старинного рода Дук. Такие корни позволяли ему подписываться как «Михаил Дука Ангел Комнин Палеолог», выгодно выделяясь среди прочих греческих аристократов того времени. Его дед по матери, Алексей Палеолог, был женат на дочери императора Алексея III Ангела и имел титул деспота. Причём супруга Алексея, Ирина, была первенцем семьи Ангелов. А потому, если бы смерть не настигла её мужа раньше, чем императора Алексея III, то Алексей Палеолог получил бы права на престол. Их дочь, Феодора Ангелина Палеологиня, была выдана замуж за великого доместика Андроника Палеолога, правнука Андроника I Комнина. Таким образом, брак родителей Михаила соединил две разные ветви рода Палеологов, породнившиеся перед этим с несколькими императорами.

## Путь к трону

### Первые шаги
Благодаря своему высокому происхождению, Михаил вырос очень амбициозным человеком. Никифор Григора писал, что ещё в ранней юности он неоднократно получал пророчества о восшествии на престол, что только усилило в нём желание когда-нибудь стать императором. В 1252 году, во время царствования императора Иоанна III Дуки Ватаца, на Михаила был сделан донос об учинённом им заговоре, целью которого был захват власти в Никее. Неизвестно, соответствовали ли эти обвинения действительности. Но сохранились сведения о том, как он держался на допросе, который за этим доносом последовал. Поскольку обвинения оказались шаткими, Михаилу предложили пройти испытание «Божьим судом» — взять в руки раскалённое железо. Предполагалось, что если руки останутся целыми, обвиняемый невиновен. В противном же случае его признали бы преступником.
В ответ на это предложение Палеолог заметил присутствовавшему на допросе митрополиту Филадельфийскому, Фоке: «Я — человек грешный и не творю чудеса. Но если ты, как митрополит и человек Божий, советуешь мне это сделать, то облекись во все священнические одежды, как обыкновенно приступаешь к божественному жертвеннику и предстоишь Богу, и потом своими святыми руками, которыми обыкновенно прикасаешься к божественному жертвоприношению Тела Господа нашего Иисуса Христа, вложи в мои руки железо. И тогда я уповаю на Владыку Христа, что Он презрит мои прегрешения и откроет истину чудесным образом». Митрополит возразил, что это — варварский обычай, заимствованный римлянами из других стран, а потому он, как священник, не может в нём участвовать. Тогда Михаил ответил: «Если бы я был варвар и в варварских обычаях воспитан, то я по варварским законам и понёс бы наказание. А так как я римлянин и происхожу от римлян, то по римским законам пусть меня и судят!». После этого его признали невиновным, сняв с него все обвинения.
Михаил продолжил строить военную карьеру и вскоре добился большой популярности среди армии и народа. Это привлекло к нему ещё большее внимание нового императора, Феодора II Ласкариса, относившегося к Палеологу с большим подозрением. В итоге, в 1256 году Михаил узнал о том, что император приказал ослепить его по очередному обвинению в заговоре. В то время Палеолог командовал войсками в Вифинии. Спасаясь от царского гнева, он бежал к султану Рума Кей-Кавусу II, дабы получить у него убежище. Тот же не только принял полководца в своих владениях, но и поручил ему командовать греческим отрядом во время войны с монголами. Появление у опального Палеолога такого союзника забеспокоило императора. Поэтому Ласкарис спешно отправил к Михаилу гонца с вестью о прощении и с предложением вернуться на родину. Через год Палеолог возвратился в Никею и, в свою очередь, дал клятву императору никогда не посягать на его власть. За это император наградил Михаила должностью великого коноставла, дал ему довольно слабый отряд солдат и отправил на войну против Эпира.
Но вместо того, чтобы погибнуть, Михаил продемонстрировал незаурядные военные способности, разбив эпирцев и убив командовавшего ими сына эпирского царя. А затем углубился на вражескую территорию и начал брать город за городом. Эти победы вызвали при дворе новый всплеск раздражения и подозрений — Палеолога даже попытались обвинить в колдовстве, а вскоре арестовали. Он долго томился в тюрьме, не имея возможности даже быть выслушанным императором. В тот год многие лишились должностей или вовсе были казнены. Но самому Михаилу повезло — буквально накануне его ожидаемой казни Феодор II Ласкарис скончался, а Палеолога выпустили на свободу.

### Становление регентом и война с Эпиром
Наследником скончавшегося Феодора II стал его сын, Иоанн IV. А поскольку тот ещё был ребёнком, перед смертью император назначил его опекунами своего незнатного друга Георгия Музалона и патриарха Арсения. Однако, уже на девятый день после кончины императора случилась трагедия. В тот день военачальники и вельможи собрались в монастыре Спасителя в Созандрах на поминальную службу по василевсу, как вдруг в храм ворвались солдаты с обнажёнными мечами и убили Георгия Музалона, двух его братьев и секретаря. Возможно, этими солдатами были наёмники-латиняне. В любом случае, это убийство создало в Никее непростую ситуацию. Несколько дней патриарх Арсений размышлял над тем, кому можно было бы перепоручить управление государством вместо погибшего Музалона. При дворе находилось множество представителей знатных фамилий, многие из которых могли бы претендовать на регентство при Иоанне IV.
Однако к тому времени именно Михаилу Палеологу удалось добиться особого авторитета и популярности среди аристократии и армии. Благодаря этому патриарх Арсений даже доверил ему ключи от царской казны. Михаил же, и без того бывший обеспеченным человеком, получил возможность использовать для своих целей средства казны. Он щедро подкупал вельмож и клириков из числа ближайшего окружения патриарха, дабы они поддержали его кандидатуру. Это возымело успех и вскоре собрание во главе с патриархом признало Палеолога наиболее подходящей кандидатурой на пост регента. Но стоило Михаилу узнать об этом решении, как он показательно ему воспротивился, ссылаясь на клятву, данную им покойному Феодору Ласкарису. Поэтому патриарху пришлось освободить его от этой клятвы, устранив тем самым главную угрозу легитимности нового регента.
Но тут же возникло другое обстоятельство — титул нового регента. Изначально предполагалось, что Палеолог сохранит за собой ранг великого дуки. Но по принятой в то время иерархии это означало бы, что между ним и юным императором находились бы промежуточные фигуры, обладавшие большими полномочиями. В таком случае положение регента оказалось бы не соответствующим возложенным на него обязанностям. Это отметил и сам Михаил, сказав, что его нынешний сан мало пригоден для той высокой миссии, которую он на себя взял. Для решения этой проблемы вновь был собран совет, на котором присутствовал синклит и синод. И собравшиеся на нём поддержали получение Михаилом титула деспота, второго в византийской иерархии после самого императора. Так Михаил стал деспотом, а не великим дукой, как предполагалось изначально.
Тем временем, вести о смерти Феодора II Ласкариса дошли до правителя Эпира, Михаила II Комнина Дуки. Его сын, Никифор, был женат на Марии, дочери покойного императора. Поэтому, пока в Никее шли споры о регентстве, Михаил II решил заявить собственные права на её трон. В качестве его союзников выступили король Сицилии Манфред и Гильом II де Виллардуэн, князь Ахейский. Вместе они собрали крупное войско и летом 1259 года выдвинулись в поход. Получив сообщения о продвижении латинян и эпирцев, Михаил Палеолог немедленно направил им навстречу своих братьев, севастократора Иоанна и цезаря Константина, вместе с великим доместиком Алексеем Стратигопулом и великим примикием Константином Торникием, дав им большое войско. Ускоренным маршем полководцы переправились через Геллеспонт, присоединяя к себе по дороге все никейские гарнизоны и части. В итоге, два войска встретились на равнине Авлона, в Македонии. Соотношение сил было не в пользу никейцев, а потому они пошли на хитрость. Ночью перед битвой некий человек из никейского лагеря пробрался к правителю Эпира, Михаилу II, и поведал тому, что герцог Ахайи и сицилийский король якобы тайно направили своих послов к никейцам для переговоров. А потому, пока соглашение между ними ещё не достигнуто, нужно спасаться бегством. Эпирский царь поверил этим словам и действительно увёл своё войско. Сицилийцы и латиняне обнаружили отсутствие союзника только утром, тут же потерпев сокрушительное поражение от пошедшей в атаку никейской армии. Сам герцог Ахайи попал в плен к грекам. В истории это сражение осталось как битва при Пелагонии.

### Провозглашение императором
Победа при Пелагонии ещё больше укрепила авторитет Михаила, благодаря чему среди никейской аристократии стал подниматься вопрос о закреплении за регентом уже императорского титула. Формально, на то не было никаких оснований: Михаил не мог стать императором при живом Иоанне IV Ласкарисе, не приходился ему близким родственником и не был назначен покойным Феодором II Ласкарисом в соправители. Однако на тот момент аристократия почувствовала себя настолько уверенно, что часть её начала сомневаться в легитимности наследственной монархии. Иными словами, по их мнению, император должен избираться аристократами. Палеолог активно поддержал эту точку зрения, заявив, что если, к примеру, его сын будет признан недостойным царствования, он своими руками устранит его с престола. Это было очень смелое заявление: в сущности, Михаил открыто посчитал власть юного императора Иоанна Ласкариса не вполне легитимной. А поскольку значительная часть элиты поддерживала такие суждения, ситуация переменилась в его пользу. У Михаила теперь появилась возможность стать выбранным императором Никеи.
В обмен вельможи потребовали выполнение ряда обязательств. Михаил пообещал никогда не вторгаться в дела церкви и не претендовать на главенство в церковном управлении — аристократы заранее решили смягчить легко предсказуемо негативную реакцию патриарха Арсения. Также он пообещал назначать на высшие должности не родственников или знакомых, но лишь людей, доказавших свои способности. Отменялись судебные поединки и испытание железом, широко практиковавшееся покойным Феодором II, было решено не сажать в тюрьмы по доносам — только по суду. Наконец, Палеолог пообещал сохранить привилегии и жалование военачальникам и придворным учёным.
Впрочем, вскоре выяснится, что сам Михаил Палеолог принимал эти условия только на время, вовсе не собираясь следовать всем пожеланиям аристократов после достижения престола. И вот, 1 января 1260 года в Магнезии его провозгласили императором-соправителем Иоанна IV Ласкариса, Михаилом VIII Палеологом. Патриарх Арсений в те дни находился в Никее и был поражён неожиданной вестью. Сперва он захотел предать анафеме и Палеолога, и тех, кто самовольно провозгласил его царём. Но затем Арсений тоже счёл за лучшее связать его клятвами и сохранить за ним власть для блага государства. И вскоре патриарх Арсений сам короновал Михаила VIII Палеолога императорской диадемой. Правда, он сразу же оговорился в присутствии синклита и народа, что Палеолог обладает царской властью только на время, до совершеннолетия Иоанна IV Ласкариса. Михаил VIII дал требуемое согласие, закрепив его словами клятвы, произнесённой публично. Но, свою очередь, он потребовал клятв и письменной присяги от Иоанна IV в том, что тот не задумает никакого заговора против своего соправителя. Встречные клятвы юного императора придали легитимности сложившейся ситуации, ведь теперь Иоанн IV Ласкарис также признал власть выборного царя.

## Император Никеи

### Укрепление власти
Понимая шаткость своего положения, новый регент принялся формировать группу союзников. Первым делом он наградил полководцев, участвовавших в сражении при Пелагонии. Лица, близкие к семейству Ласкарисов, начали лишаться своих должностей. Те же, кто ранее был сослан или арестован покойным Феодором II, получили полную реабилитацию. Наконец, Палеолог начал женить своих родственников на представителях самых знатных и влиятельных родов Византии, дабы пополнить число семейств, заинтересованных в сохранении его власти.
Вскоре наступил день коронации. Но накануне, когда вся церемония была уже подготовлена, Михаил вмешался в её план. Он заявил некоторым архиереям, что в соответствии со своими заслугами должен идти не позади маленького Иоанна, но впереди него. Доводы регента убедили священников, они скорректировали процедуру и пообещали согласовать это с патриархом. Однако в действительности он узнал об этом только в день коронации, хотя сам и должен был её проводить. Возмутившийся было патриарх в итоге был вынужден уступить поддержавшему Михаила духовенству и начать церемонию по новому плану. Палеолог прошёл первым с венцом на голове, а юный Иоанн IV шествовал сзади, накрытый священным покровом, но без императорской диадемы. Формально это означало, что венчан на царство был только Палеолог.
Михаил щедро раздавал деньги казны и восстанавливал старые крепости и города. Вскоре он обрёл популярность в народе. Победа над Эпиром и латинянами открыла для Никеи новые возможности: за освобождение из плена правитель Ахайи отдал грекам целый ряд городов Пелопоннеса — Спарту, Монемвасию и Мену. Палеолог отправил их правителем брата Константина, наделив того широкими полномочиями. В 1263 году там вспыхнула кровопролитная война с Ахейским княжеством, длившаяся до 1266 года.
Успехи Михаила омрачились развитием конфликта с патриархом Арсением. Последнего возмущала активность регента и, дабы выразить протест, он добровольно удалился в Магнесию. Официально был пущен слух о том, что патриарх дерзко повёл себя с юным Иоанном IV. Но этот шаг поставил Палеолога в тупик: патриарха нельзя было снять по решению синода, поскольку тот ни в чём не провинился, но и возвращаться Арсений не желал. Синод боялся царя, но никак не мог ни вернуть патриарха на кафедру, ни избрать нового. Наконец, вместо Арсения на патриаршество был возведён эфесский митрополит Никифор II. Но он прожил всего год, после чего умер своей смертью.
Единственным выходом из кризиса власти, случившегося после ссоры с патриархом, были внешние успехи, позволяющие Палеологу завоевать симпатии населения. В 1260 году Михаил VIII Палеолог переправился с войском во Фракию и осадил Константинополь со стороны крепости Галата, надеясь, что после овладению ей древняя столица Византии непременно падёт. Однако захватить город не удалось — латиняне крепко сидели в Константинополе, хотя и изнывали от голода. Приказав основному войску возвращаться в Никею, Палеолог оставил отряды кавалерии, дабы они производили постоянные набеги на латинян и оккупировали близлежащие городки. Примечательно, что при отступлении греков в пригороде Константинополя были случайно обнаружены останки императора Василия II Болгаробойцы, ранее выброшенные латинянами из царской гробницы. Узнав об этом, Палеолог тут же распорядился прислать парчовые покровы и предать прах торжественному погребению в монастыре Христа Спасителя в Силивкии.
Возвращение Палеолога случилось вовремя, поскольку с Востока поступили вести, что монголы, перейдя через Евфрат, вторглись в Сирию и Палестину. На следующий год они повторили нападение, дойдя до Каппадокии и Киликии, завладев Иконией — столицей Румского султаната. Султан Кылыч-Арслан IV явился к Михаилу и напомнил о том, как некогда он приютил его у себя, когда Феодор II Ласкарис устроил на него охоту. Но Михаил не пожелал удовлетворять его просьбы, ни выделив войско для войны с монголами, ни предоставив султану область в управление. Однако и лишать его надежды не хотел, уходя от прямых ответов. Осторожная дипломатия позволила грекам вновь избежать конфликта с монголами.

### Возвращение Константинополя
Решив проблемы на Востоке, Михаил VIII сосредоточился на борьбе со слабеющей Латинской империей и возвращении Константинополя. В марте 1261 года он заключил торговый договор с генуэзцами, заполучив союзника с сильным флотом.
Летом 1261 года вновь поднял мятеж эпирский правитель Михаил Комнин Дука, буквально за год до этого принёсший клятву верности Никее. Поскольку никейская армия была разбросана по различным направлениям, под рукой у Палеолога находился лишь небольшой конный отряд численностью 800 всадников. Он предоставил это отряд цезарю Алексею Стратигопулу, поручив тому собирать по дороге разрозненные никейские гарнизоны во Фракии и Македонии. Переправившись через Мраморное море, Алексей стал лагерем у Регия, где случайно встретился с греческими торговцами, направлявшихся с товаром из Константинополя. На всякий случай полководец решил расспросить их о силах латинян в столице. Те же неожиданно поведали, что основная латинская армия отправилась в экспедицию на остров Дафнусий, а в самом городе остался лишь небольшой гарнизон. Также торговцы сказали Стратигопулу, что знают тайный ход у храма Пресвятой Богородицы, через который одновременно могут пройти 50 солдат.
Это было совершенной неожиданностью, но полководцу некогда было направлять вестовых в Никею, чтобы получать инструкции. Стратигопул был смелым и опытным военным, а потому решил рискнуть. Один день ушёл на подготовку, а затем греки сделали вылазку в город. Чтобы посеять панику среди латинян, они пустили огонь по крышам домов ночного Константинополя, предав пожару венецианские кварталы. Когда император Балдуин II проснулся и понял, что на город произошло нападение, он тщетно попытался собрать разбросанных по ночлегам и сонных французов. Никто не знал, какими силами и откуда в Константинополь проникли греки, а потому император решил, что те привели в город огромное войско. Бросив знаки императорского достоинства, Балдуин спешно сел на лодку и отплыл. К утру 25 июля 1261 года Константинополь вновь стал греческим.
В тот же день остатки разгромленных и деморализованных латинян достигли острова Дафнусий. Основное войско срочно погрузилось на корабли и отплыло к городу, надеясь штурмом вернуть его обратно. Однако никто не знал, какими силами он был захвачен, и Стратигопул решил перехитрить противника, создав видимость многочисленного войска. И когда латиняне подплыли к стенам, они увидели множество воинов. На самом деле, Алексей привлёк местных жителей, восторженно приветствовавших свержение латинян, переодев их в воинов и вооружив. В конце концов, боясь потерпеть сокрушительное поражение, деморализованные остатки латинской армии отплыли в Италию, чтобы сообщить страшную для Запада весть о кончине Латинской империи.
Сам Михаил Палеолог в это время спал в своём дворце в Никее, когда вдруг среди ночи получил известие от своей сестры Ирины. Её слуга случайно узнал об этом событии и поспешил обрадовать госпожу. Император срочно созвал сановников, спрашивая у них, насколько верны эти известия. Неизвестность давила на всех ещё сутки, и лишь в следующую ночь прибыл гонец от Алексея Стратигопула с письменным известием об освобождении Константинополя. Во все концы уже не Никейской, а Византийской империи понеслись гонцы с царскими грамотами.
Однако, лишь 14 августа 1261 года, когда Константинополь спешно подготовили к приезду императора, Михаил VIII Палеолог торжественно вступил в город через Золотые ворота. Прежде чем зайти в столицу, он потребовал внести в город чудотворную икону Божьей Матери Одигитрия. Затем царь принял участие в торжественных молитвах и отправился в Студийский монастырь, затем в храм Святой Софии, а оттуда — в Большой царский дворец.

## Реставрация Византийской империи

### Отстройка Константинополя
Вскоре после возвращения Константинополя оказалось, что город находится в плачевном состоянии. Михаил приказал перестроить обветшавшие и сгоревшие кварталы, отремонтировать городские стены. Улицы были расчищены от мусора. Также были перестроены городские гавани, в которых началось создание флота.
Чтобы несколько затушить порыв латинян отвоевать Константинополь обратно, василевс целые дни проводил в приёме генуэзцев, венецианцев и прочих западных христиан, указывая им места для проживания и убеждая, что их интересы после возвращения грекам Константинополя не пострадают. Кроме того, желая хотя бы частично восстановить численность опустевшего при французах Константинополя, он приглашал деревенских жителей переселиться в столицу и деятельно восстанавливая святые обители и храмы, пострадавшие при латинянах. Он затеял также посольство в Рим, надеясь успокоить папу. Но из этого ничего не вышло: послы потерпели бесчестье, а с одного из них, Никифорицы, итальянцы живьём содрали кожу.

### Восстановление Константинопольского патриархата
Империя восстанавливалась, и необходимо было срочно найти Константинополю патриарха. Из ссылки срочно был вызван Арсений, которому предложили вновь занять патриарший престол — он оставался все ещё вакантным вследствие смерти Никифора II. Арсения раздирали противоречивые чувства: с одной стороны, ему очень хотелось войти в древнюю столицу Восточной Римской империи в качестве настоящего Вселенского патриарха, с другой — волновала судьба Иоанна IV. В конце концов, долг победил в нём, и Арсений принял предложение, став Константинопольским патриархом. Он прибыл в Константинополь, и император в присутствии многочисленных архиереев и константинопольцев провозгласил его патриархом Константинопольским. Не был обойдён почестями и Алексей Стратигопул, которому даровали триумф в Константинополе, украсили голову венцом, похожим на царскую диадему, и повелели поминать его имя на ектениях вместе с царями.

### Ослепление Иоанна IV Ласкариса и последствия
Михаил VIII всерьёз опасался заговора со стороны недовольных вельмож и сторонников Ласкарисов, а потому спешил предпринять превентивные меры. Он спешно выдал двух остававшихся в девичестве дочерей покойного Феодора II Ласкариса: одну — за благородного, но незнатного латинянина, прибывшего по делам в Пелопоннес, другую — за генуэзского графа, приказав обеим немедленно покинуть пределы империи. Для укрепления своей власти и подчёркивания того, что отныне он является единственным легитимным императором, Палеолог попытался провести с патриархом Арсением переговоры о возможности своего повторного венчания на царство. Он надеялся, что архиерей, утомлённый недавней ссылкой, не станет упорствовать. Для подкрепления своей просьбы царь передал собору Святой Софии множество даров, и, к собственному удивлению, легко перехитрил патриарха Арсения. Тот посчитал, что венчать вторично великого дарителя и благотворителя Церкви после занятия древней римской столицы — благое дело, и не заподозрил никакого подвоха. В 1261 году Михаил VIII Палеолог был вновь венчан на царство как законный император. Об императоре Иоанне IV Ласкарисе, которому уже исполнилось 10 лет, все как-то забыли.
Но его черёд уже настал. По приказу Палеолога мальчика отнесли в крепостную башню и там ослепили. Из сострадания к ребёнку его ослепляли не раскалёнными спицами, а полуостывшим железом, так что зрение у мальчика немного сохранилось. В день Рождества, 25 декабря 1261 года, его, находящегося без сознания, перевезли в башню Никитской крепости неподалёку от Никомидии и оставили там для постоянного проживания. Теперь Михаил VIII Палеолог стал единовластным правителем Римской империи.
Действия Палеолога вызвали бурю негодования в византийском обществе, что заставило Михаила использовать политику устрашения. Своего писца Мануила Оловола, служившего ему с малолетства, император приговорил к отрезанию носа и губ, а затем отправил в монастырь. Пострадали и некоторые другие сановники, которых выгнали со службы или отправили в ссылку.
Вскоре восстали жители Никейского региона, к которым прибыл самозванец Лжеиоанн, потерявший зрение вследствие болезни, но выдававший себя за Ласкариса. Михаил направил против них большое войско, однако восставшие создали укрепления и приготовились отбивать атаки правительственной армии. Лишь с большим трудом восстание удалось погасить, Вифиния обезлюдела, а оставшееся местное население обложили дополнительными налогами.

## Император Византии

### Начало правления
Византийская империя была восстановлена далеко не в том виде, какой она была до захвата Константинополя крестоносцами в 1204 году. Серьёзной проблемой оставались такие греческие государства — осколки предыдущей Византии, как Трапезундская империя и Эпирское царство, не признававшие новой Византии. Также, несмотря на падение Латинской империи, на бывших византийских землях всё ещё располагались другие латинские государства — Афинское герцогство и Ахейское княжество. Многие греческие острова принадлежали Венецианской и Генуэзской республикам. Кроме того, на бывших территориях Византии образовалась Великая Влахия. На тот момент Византия включала в себя только бывшие владения Никейской империи, Фракию, Македонию и Фессалоники, а также острова Родос, Лесбос, Самофракию и Имброс. Кроме того, как и раньше, Византийской империи противостояли Второе Болгарское царство, хотя и существенно ослабленное, и набиравшее силу Королевство Сербия. Румские сельджуки, получившие сильнейший удар от монголов, уже постепенно восстанавливались и начинали также представлять серьёзную угрозу.
Византия была почти восстановлена, но ей пришлось напрямую столкнуться с теми западными правителями, которые считали делом чести возродить Латинскую империю или присоединить к себе её бывшие земли. Династические союзы и браки внесли столько неразберихи, что теперь не только бывший Латинский император, но и сицилийский король, Французский монарх и другие правители Запада считали себя наследниками бывших владений Балдуина II де Куртене. Кроме того, римским епископам было тяжело смотреть на то, что греки, бывшие почти в их власти, теперь ускользали из рук Западной церкви. Верные своим представлениям о необходимости установления главенства Католической церкви над всеми прочими, они ни при каких обстоятельствах не согласились бы с фактом существования независимой Константинопольской церкви. Никогда ни до, ни после Рим не достигал такого могущества, как в XIII веке.
Достаточно сказать, что Четвёртый Латеранский собор 1215 года официально объявил Римскую церковь матерью всех Церквей и наставницей всех верующих, а её епископа — стоящим выше патриархов Константинополя, Александрии, Антиохии и Иерусалима. Даже могущественный французский король Людовик IX Святой, относившийся к папе как к собственному епископу и составивший в 1269 году «Прагматическую санкцию», регулирующую права Римского престола, вынужден был соотносить свою политику с требованиями и пожеланиями понтифика. Достаточно было папе, обладавшему таким могуществом, объявить новый Крестовый поход на Константинополь, как огромное крестовое воинство поднялось бы на Византию. И, наоборот — без согласия понтифика ни один западный государь не осмелился бы в XIII веке начать войну на Востоке.
Однако Запад не был единой силой, и его правителей раздирали множество противоречий, требовавших деятельного участия Римского папы как универсального посредника и арбитра. Данные обстоятельства давали шанс Византийской империи получить признание на Западе, заручившись поддержкой одного лишь папы римского. В противном случае Михаил VIII попросту не признавался лицом, правомочным на заключение соглашений, и договоры с ним не имели бы никакой силы. Выборы первого Латинского монарха, Балдуина I, также были произведены на легитимных для западного сознания началах. И в глазах католиков Михаил VIII Палеолог являлся узурпатором, да ещё и схизматиком. Западные государства не признали никакой восстановленной Восточной Римской империи, поскольку во главе неё стояли православный патриарх и Греческий царь — максимальный титул, которым понтифики и западные государи могли наделить Палеолога. Можно сказать, что у Михаила VIII Палеолога на момент начала самостоятельного правления не было ни одного друга на Западе — только враги или, в лучшем случае, нейтральные правители. Хотел того Михаил или нет, но обстоятельства вынуждали его идти на союз с Римом. А это означало, что рано или поздно возникнет вопрос о церковной унии, поскольку Рим никогда не отказывался от своего права возглавлять всю Христианскую Церковь.

### Внутренняя политика
Сам Михаил пришёл к власти во многом благодаря «выборной монархии», оказавшейся очень удобной для аристократии. Поэтому с самого начала он начал укреплять свою власть и восстанавливать традиционные институты ромейской государственности. Император желал передать свою власть собственному сыну Андронику, и для этого ему нужно было заручиться поддержкой высшей знати и Константинопольского патриарха.
Аристократия была на стороне басилевса, ибо с его помощью получала новые способы обогащения и карьерного роста. Многие европейцы, несмотря на угрозу отлучения от Римской церкви, охотно шли на византийскую службу, благо там их ожидали хорошие награды и перспективы. Большинство из них являлись выходцами из Франции, Испании и Скандинавии. Тем не менее, патриарх Арсений не признавал власть узурпатора Палеолога, к тому же тот вёл активную дипломатическую переписку с папством.
Заключив договора с Венецией, Генуей и другими торговыми республиками, Михаил сознательно ослаблял ромейскую торговлю. Пошлины были весьма невысоки — купцы Пизы и Флоренции платили 2–2,5%, а в черноморских портах стали заправлять итальянцы. Впрочем император стремился противопоставлять Венецию и Геную, но эта политика не сильно окупала получаемые расходы. На этой политике сыграл генуэзский дворянин Эммануил Дзаккариа, которому удалось получить во владение Фокею. Из этой области Дзаккарии удалось создать автономную сеньорию и организовать торговлю квасцами. После этого Эммануилу удалось убедить Михаила VIII запретить импорт квасцов из Чёрного моря, хотя эта торговля также находилась в руках генуэзских купцов. Тем самым Дзаккариа сколотил большое состояние для своей династии.
Михаил выделял из казны крупные суммы на восстановление столицы, содержание чиновничества и поддержку знати, а также на поддержку пышного дворцового церемониала. Эта политика, направленная на восстановление пышности двора императоров и имевшая целью обеспечить общественный слой, служащий царю, истощила провинции.
Вооружённые силы империи также не бедствовали: численность армии, чью основу составляли наёмники (турки и монголы), составляла 15—20 000 человек, а годовое содержание одного наймита равнялось 24 иперпирам. Флот, созданный с помощью Генуи, насчитывал 50—75 кораблей.
В течение короткого времени сама собой оказалась невостребованной система пограничной охраны, которую обеспечивали храбрые акриты. Активные ещё во времена Никейской империи, они перестали работать после возвращения Константинополя. Финансирование из казны практически прекратилось, а большая часть их земель перешла в государственную собственность. Таким образом восточная граница не имела защиты от мусульман, чем в будущем и воспользовался Осман I.
В 1280 году император направил своего сына Андроника II Палеолога вместе с протовестиарием Михаилом Тарханиотом и хранителем великой печати Ностонгом в области реки Меандр, чтобы тот восстановил город Траллы. Молодой соправитель отца активно взялся за дело, построил стены и переселил в город множество людей.

### Ссора с патриархом
Расправа с Иоанном резко осложнила отношения Михаила с патриархом, и в начале 1262 года Арсений подверг императора малому церковному отлучению, разрешив, однако, упоминать его имя на молитвах. Для Михаила VIII это была критическая ситуация. Какое-то время император действовал чрезвычайно осторожно. Михаил VIII Палеолог терпел, ожидая скорого прощения, но этого не происходило. Через посредника император попытался узнать у патриарха, каким способом может загладить свою вину. Ответ Арсения был таков: «Я пустил за пазуху голубя, а этот голубь превратился в змею и смертельно уязвил меня». Своим близким слугам архиерей откровенно говорил, что ни при каких обстоятельствах не простит Михаила и не снимет отлучения, какими бы муками его ни пугали. В течение 3 лет Михаил VIII Палеолог через друзей и лично пытался получить прощение, но тщетно: патриарх отказывался его слушать.
Такое поведение Арсения вывело императора из себя: он обвинил патриарха в том, что тот пытается устранить его от власти. «Так-то врачует нас духовный наш врач!», — воскликнул Михаил, добавив, что патриарх вынуждает его обратиться к Римскому папе, чтобы отлучение снял он — но даже это не подействовало на Арсения. Палеологу оставался только один способ решить проблему церковного признания — под благовидным предлогом отрешить Арсения от патриаршества и поставить на его место своего соратника.
Случай представился довольно быстро. В 1265 году хартофилакс Константинопольской церкви Иоанн Векк запретил священнослужение одному иерею Фаросского храма, совершившему некий брак без его согласия. Узнав об этом, Михаил выказал недовольство тем, что царский иерей был наказан за столь малое прегрешение. Михаил посчитал, что хартофилакс превысил свои полномочия, запретив в служении царского священника без согласования с самим императором. Он вполне обоснованно посчитал свои права нарушенными, и открыто обвинил в этом Арсения, допустившего, что его хартофилакс позволяет себе нанести оскорбление царскому сану. Находясь в Фессалии, Михаил отправил приказ севастократору Торникию, эпарху Константинополя, разрушить дома хартофилакса, а заодно и великого эконома Восточной церкви Феодора Ксифилина, в наказание за совершенный проступок. Но их защитил патриарх Арсений, ударивший посохом руку севастократора, когда тот пришёл выполнить приказ: «Зачем вы нападаете на наши глаза, руки и уши и ищете одни ослепить, другие отсечь?», сказал патриарх. Арсений открыто заявил, что священники, посвятившие себя Богу, не подлежат мирскому суду, а потому неподсудны царю.
Это уже было открытым неповиновением императору и попранием древних канонов, позволявших царской власти принимать к своему суду дела и светских, и духовных лиц. Чтобы хоть как-то разрешить конфликт, севастократор предложил Векку и Феодору Ксифилину добровольно явиться в Фессалоники к императору для суда. В противном случае, объяснял он, пострадают и они, и патриарх. На этот раз инцидент удалось погасить, однако ситуация вскоре вновь осложняется. По возвращении в том же году в столицу — а император воевал с правителем Эпирского деспотата и Вторым Болгарским царством — Михаил отправился в храм Святой Софии, чтобы вознести благодарственные молитвы Богу, но был встречен патриархом Арсением, сделавшим ему строгий выговор. Патриарх напомнил императору, что уже неоднократно запрещал ему вести войны с христианами, тем более с деспотом Эпира Михаилом. Возможно, этой отповедью патриарх хотел открыто дать понять Палеологу и всему обществу, что не считает Михаила VIII равным себе, не говоря уже о признании за ним императорского достоинства. Император смиренно воспринял слова патриарха, заметив лишь, что этой войной он приобрёл желанный мир. Но архиерей не принял объяснений.
Эта история переполнила чашу терпения Михаила. Не получив долгожданного прощения, император стал употреблять все меры, чтобы лишить Арсения патриаршества. Однако и теперь он не утрачивал надежды разрешить дело миром, не доводя ситуацию до открытого конфликта. Михаил VIII Палеолог часто собирал у себя во дворце епископов и объяснял им, почему церковное отлучение негативно сказывается на делах Империи.

Положение дел в Римском государстве требует большой свободы, а я её не имею, вынужденно несу наложенные патриархом путы наказания. Если допущенный мной проступок не подлежит исцелению, может быть, патриарху следует взять в свои руки и управление государством? Я просил у него прощения с искренним раскаянием и настойчиво хотел от него врачества, но он отказал и вместо раскаяния возбудил отчаяние. Тут можно подозревать одну насмешку над царским саном. Мне кажется, патриарх хочет, чтобы я за свой поступок оставил престол и возвратился к частной жизни. Но кому он предлагает передать царство — для меня вопрос. Какие отсюда произойдут следствия для государства — это само собой очевидно. Я не сомневаюсь в духовной мудрости патриарха, какая видна в других его распоряжениях, но в этом деле никак не могу одобрить его. Где, у какого народа произошло когда-нибудь подобное явление? Какой пример показывает, что иерарх может безнаказанно делать это и у нас? Верность большей части подданных окоченела на маске — как скоро царь унижен, они необходимо становятся дерзки. Разве не Церковью определено покаяние? Разве не на божественных законах основано оно? Разве не врачуете вы многих? А если у вас не стало постановлений о покаянии, то я пойду в другие Церкви и от них приму врачевание.— Михаил VIII Палеолог
Последний намёк был понятен для всех — Михаил угрожал обратиться к папе римскому для обоснования своего титула и получения полного церковного прощения.
Всё ещё надеясь разрешить дело мирным путём, Михаил отправил к Арсению своего духовника, игумена Иосифа, настоятеля Гализейской обители — очень уважаемого человека, с просьбой отменить отлучение императора. В ответ Арсений грубо выбранил Иосифа и остальных посланников, а царя не простил. Более того, он запретил в начале утреннего Богослужения петь псалом, посвящённый царям.
Поняв, что мирным путём проблему не решить, император не стал препятствовать, когда несколько архиереев принесли очередные жалобы на патриарха Арсения, обвинив того в нескольких нарушениях канонических правил. Приказом императора был назначен Собор для исследования дела патриарха. Почувствовав, что участь его предрешена, Арсений явился к Михаилу, надеясь переговорить с ним и отодвинуть конец своего патриаршества. Они добро пообщались, и патриарх решил отправиться в церковь на службу, за ним последовал император. Вполне возможно, что в голове Палеолога моментально созрел план разом закончить все дело. Если они вместе войдут в храм, то, получается, патриарх по факту простил его и снял отлучение. Тогда не нужен ни Собор, ни судебные разбирательства. Но, увы, патриарх догадался в чём дело, и грубо одёрнув императора выбежал из здания. После этого всем стало ясно, что патриарх ни при каких условиях не примирится с императором, а тот в свою очередь не простит Арсения.
В 1266 году начался церковный Собор, на котором рассмотрели дело константинопольского патриарха. Арсений был лишён патриаршества и отправлен в монастырь. Новым патриархом по приказу императора избрали его давнего сторонника и друга Германа, епископа Адрианопольского. Моментально вокруг личности опального патриарха образовалась оппозиция, во главе которой стоял епископ Андроник, монах Иакинф из Никеи и сестра императора инокиня Марфа. Вскоре открылся и заговор против императора, участником которого являлся придворный сановник Франгопул. Провели тщательное расследование — Михаила очень интересовал вопрос: не состоял ли ненавистный ему Арсений в числе заговорщиков. И хотя тот оказался чистым от подозрений, схваченные заговорщики под пытками оговорили бывшего патриарха. Но общественное мнение настолько поддерживало Арсения, что Палеолог, желая исправить впечатление от ложных обвинений, моментально прекратил по нему разбирательство, передал старцу много денег и прислал ему трёх монахов для бесед.
Однако патриаршество Германа продлилось недолго — он быстро снискал дурную славу. Германа откровенно ненавидели и постоянно сравнивали с прежним патриархом, в котором усматривали прирождённую солидность и самостоятельность. Однако, несмотря на то, что для умиротворения Церкви Герман оказался не вполне удачной кандидатурой, Михаил хотя бы надеялся с его помощью решить свою главную проблему — получить прощение. Император требовал объяснений, но Герман уклонялся от них. Впрочем, истина вскоре открылась — выяснилось, что и в глазах патриарха Германа Михаил VIII Палеолог совершил тягчайший грех, подняв руку на Иоанна IV Ласкариса. И грех этот так силён, что лично он, патриарх Константинопольский, не может простить его перед Богом — это выше его сил. Кроме того, в Церкви начался раскол, который патриарх не смог преодолеть: многие монахи и рядовые обыватели требовали прекратить общение с теми епископами, кто одобрил низложение патриарха Арсения. К ним присоединился Александрийский патриарх Николай, зато Антиохийский архиерей Евфимий был согласен с решением Собора.
Вместо патриарха умиротворением Церкви занялся император. Михаил VIII деятельно боролся с расколом. Однако в одиночку, при неавторитетном патриархе, он справиться не мог — раскол не утихал. В ситуацию вмешался духовник императора Иосиф, игумен Гализейский. Пользуясь доверием со стороны Михаила VIII Палеолога, он сумел внушить тому мысль, что непопулярный патриарх не сумеет разрешить царя от греха и собрать воедино расколовшуюся Церковь. Но император и сам был мало удовлетворён поведением старого товарища, видя, как раскол все дальше и дальше разделяет Церковь на два лагеря. Получив разрешение императора, Иосиф встретился с патриархом и попытался убедить Германа сложить с себя патриарший сан добровольно. Новый патриарх был убеждён в том, что пользуется расположением Михаила. Наконец, перед праздником Воздвижения Креста Господня император и ближайшие архиереи откровенно дали понять Герману, что он не угоден им. Тот не стал спорить и 14 сентября 1267 года добровольно сложил с себя сан. Узнав об этом известии, император поспешил созвать Собор, на всякий случай, направив одновременно общее от себя и греческих епископов послание Герману с требованием вернуться обратно; но тот отказался. В утешение отрёкшегося патриарха наградили титулом «царского родителя». Михаил действовал так тонко, что, невзирая на неприятное для Германа событие, он сохранил с императором добрые отношения.
Вместо Германа решением императора архиереи избрали Константинопольским патриархом Иосифа Гализейского. На этот раз Михаил VIII не ошибся — уже 2 февраля 1268 года, на сретение, патриарх Иосиф на литургии вместе с другими епископами принял покаяние василевса в храме Святой Софии. Сразу после прощения Михаил повелел своему слуге доставлять ослеплённому Иоанну IV Ласкарису всё необходимое из пищи и одежды в крепость, где тот содержался, и беспрестанно заботиться о нём.

### Отношения с Западом
Тем временем папа римский Урбан IV начал деятельно готовиться к новому походу на Константинополь. В первую очередь, он потребовал от Генуэзской республики расторгнуть договор с Византией, но те отказались, и тогда понтифик подверг всю Геную интердикту. Его активно поддержали венецианцы. Становилось очевидным, что Запад формирует широкую коалицию против Византийской империи.
Встревоженный активностью папы римского, византийский император Михаил VIII Палеолог направил ему послание. Давая надежду на унию Римско-католической церкви с Константинополем, он писал: «Тебе бы, как нашему отцу, нужно было предварить нас в этом деле. Но я решился первым предложить тебе мир, свидетельствуя перед Богом и Ангелами, что если ты отвергнешь его, совесть моя не будет в том укорять меня». В ответном письме понтифик выражал большую радость, благодарил Бога, приведшего императора на путь истины, и высказывал надежду об уничтожении разногласий. В заключение, понтифик напрямую заявил: до тех пор, пока Византийский император не подчинится Риму, ни один латинянин не придёт к нему на помощь.
Чтобы стимулировать согласие Константинополя, папа римский Урбан IV дал приказание объявить Крестовый поход против Византии, преследующий своей целью возврат греческих земель и восстановление Латинской империи. А на письма Михаила VIII Палеолога он просто перестал отвечать. Опасность усугублялась тем, что бывший Латинский император Балдуин II де Куртене, явившийся к сицилийскому королю Манфреду, предложил тому свои права на Константинополь, чем заинтересовал его. Кроме того, Генуя заявила о готовности оказать германцам помощь силами своих соотечественников, проживавших в Константинополе, в случае нападения латинян на город. Понятно почему: Генуя не могла долго находиться в конфронтации с папским Римом. Но и Михаил уже начинал тяготиться союзом с Генуей, предпочитая ему примирение с Венецианской республикой. Узнав о тайных переговорах правителя Генуи с врагами Византии, Михаил VIII пришёл в ярость и немедленно выселил всех генуэзцев из столицы.
Между тем на исторической сцене появилась фигура, во многом повлиявшая на последующие события и политику Михаила VIII Палеолога, — Карл Анжуйский, брат французского короля Людовика IX Святого, фактический правитель графства Прованс.
Карла вызвал на первые роли римский папа Урбан IV, занявшийся судьбой сицилийской короны. Сначала папа предложил королю Франции Людовику IX Святому принять Сицилию под свою власть, но тот рекомендовал корону Карлу Анжуйскому. Однако это нарушало права короля Манфреда Гогенштауфена, убеждённого в том, что он является единственным легитимным правителем Сицилии. 26 июня 1263 года между Карлом Анжуйским и папским Римом был заключён договор, согласно которому Карл получал корону. Узнав о заключённом договоре папы с Карлом, Манфред Штауфен стал предпринимать меры против Рима.
26 февраля 1266 года у Беневента французские и германские войска сошлись в битве, и французы победили, сам Манфред Гогенштауфен погиб в бою. После этого папа римский объявил Карла королём Сицилии. Однако вскоре наследник Манфреда и герцог Швабии, Конрадин, заявил о своих правах на престол Сицилийского королевства. 27 мая 1267 года при посредничестве папы Климента IV был заключён договор между Балдуином II де Куртене и Карлом I Анжуйским. Балдуин II де Куртене вынужден был согласиться с передачей Карлу прав на любую треть территории бывшей Латинской империи. Начиная подготовку к войне с Византийской империей, сицилийский король попытался заключить несколько важных для него союзов, но, к счастью для греков, не очень преуспел в этом. Когда французские послы прибыли к монголам, чтобы договориться с ними о начале совместных военных действий, выяснилось, что иранский ильхан Абака-хан, наследник монгольского хана Хулагу, был уже женат на византийской принцессе Марии Деспины Палеолог, внебрачной дочери императора, глубоко почитаемой у монголов, а потому ни о каком военном союзе хан не желал и слышать.

### Договоры Византийской империи с Венецией 1265 и 1268 гг.
В 1265 году, пользуясь неразберихой в рядах направленной против Византийской империи союзной коалиции, греческий василевс Михаил VIII Палеолог заключил мирный договор с Венецианской республикой. 
Согласно данному документу, дож, каковым в тот период был Реньеро Дзено, не заключал договора, направленные против империи. В свою очередь, византийский император восстанавливал привилегии граждан «Светлейшей», а также позволял ей сохранить имевшиеся греческие владения, попутно обещая изгнать генуэзцев с территории своего государства. 
Но из-за изменившейся внешнеполитической обстановки правительство итальянской торговой республики решило повременить с подписанием договора. Неудача в переговорах с Венецианской республикой позволила Михаилу VIII Палеологу начать активные переговоры о возобновлении договорных отношений с Генуэзской республикой, и в 1267 году соглашение было заключено.
Только в 1268 году венецианцы подписали очередной мирный договор с Византийской империей. Согласно ему, граждане республики могли свободно приобретать собственность в империи, также им гарантировалась безопасность от нападений Генуи, в обмен на что они не должны были нападать на её граждан. 
Дож отказывался от титула «властителя трёх восьмых империи Романии», а венецианский представитель в Константинополе менял титул подесты на байло. Договор был весьма выгоден обеим сторонам, и в 1273 году он был продлён .
Тогда граф Прованса Карл Анжуйский отправился к венгерскому королю Беле IV - представителю династии Арпадов, неоднократно предлагавшему организовать крестовый поход против Византийской империи. 
Но когда союз был почти заключён, началась война с королём Иерусалима и герцогом Швабии Конрадином Штауфеном за Италию. 
Сицилия, недовольная засильем французов, находилась на грани бунта, а сам Конрадин, получив поддержку от многих немецких феодалов, в октябре 1267 года покинул Германию и двинулся в Италию. Ему навстречу выдвинулся Карл Анжуйский.
23 августа 1268 г. враги встретились в битве у Тальякоццо, и после затяжного и кровопролитного сражения Карл вновь одержал победу. 
Конрадин Гогенштауфен и его союзник маркграф Фридрих I из рода Церингенов были судимы и обезглавлены 29 октября 1268 года. Это событие вызвало открытое недовольство поведением Карла Анжуйского, казнившего отпрыска королевских кровей. Но для Карла это означало только одно — обеспечение гегемонии на Сицилии и в Италии. Теперь он мог сосредоточиться на реализации своей мечты — создании Средиземноморской империи, куда должна была войти и Византия. Однако прошло ещё немало времени, пока удалось подавить мятеж на Сицилии, покорить Флоренцию и поставить под свой контроль Тоскану. Всё это дало небольшую отсрочку Византийской империи.
Тем временем новый папа продолжил переписку с императором Византии Михаилом VIII Палеологом. В отличие от покойного понтифика Урбана IV, он не удовлетворился туманными, на его взгляд, заверениями Михаила VIII Палеолога и нашёл присланное ему в Рим греческое исповедание веры полным погрешностей. Понтифик Климент IV счёл необходимым направить византийскому императору латинское исповедание веры с обстоятельным изложением всех догматов, канонов и богослужебной практики Римско-католической церкви, в особенности — учение о главенстве Римско-католической кафедры в христианской Церкви. Папа римский потребовал от византийского императора и всех восточных епископов собственноручных подписей под ними.
Тогда император Византии Михаил Палеолог предложил Клименту IV совместный крестовый поход на Восток, и папа заколебался — уж очень заманчивым было это предложение. Тем не менее, 17 мая 1267 года он ответил в Константинополь, что вопрос об обсуждении любых совместных предприятий может быть обсуждён только после признания греками и православной церковью его власти.
Пока Карл I Анжуйский был занят войнами на западе, Михаил не терял времени зря. В Риме с большой тревогой следили за политикой Карла, выказывавшего большие аппетиты и не желавшего согласовывать свои действия с папами. А тот в 1269 году предложил венецианцам расторгнуть договор с Константинополем. Из осторожности венецианцы для начала немного секвестрировали условия отношений с Михаилом VIII Палеологом. В ответ византийский император изменил свои обязательства перед республикой: он отозвал обещание изгнать генуэзцев с территории Византийской империи и предоставить венецианцам кварталы в главных приморских греческих городах. Это охладило венецианцев, и они не решились рисковать, окончательно предпочтя Византии Карла Анжуйского.
Однако все это не могло существенно повлиять на судьбу предстоящего похода Карла на Константинополь. Михаил VIII Палеолог понимал, что сицилийского короля способен удержать только папа римский. Пока Апостольская кафедра пустовала, он провёл много встреч с восточными епископами, где пытался найти предпосылки для церковной унии.
Весной 1270 года Карл Анжуйский решил наконец, что летом непременно организует поход на Константинополь. Новый папа до сих пор так и не был избран, что развязывало ему руки. Союзником Карла вызвался стать сербский король Стефан Урош I. Византийская империя оказалась в большой опасности. Император начал деятельно общаться с Римской курией в поисках спасения. Хотя папа не был ещё избран, но оставались кардиналы, влияние которых на ход политических событий нельзя было недооценивать. Щедро отправляя деньги и подарки в Рим, император Михаил VIII Палеолог посылал письма, в которых утверждал, что готов сделать всё для объединения церквей. Эти мероприятия сделали своё дело, в значительной степени расстроив намечающийся поход Карла Анжуйского на Константинополь. Кроме этого Михаил VIII Палеолог в 1270 году отправил два посольства в Париж к королю Людовику IX Святому. Зная о благочестии француза, мечтавшего организовать новый Крестовый поход против мусульман, он предложил тому свои услуги. Это предложение смутило короля: он не испытывал никаких симпатий к грекам, но и не желал, чтобы военная мощь его брата, Карла Анжуйского, вместо того, чтобы помочь Крестовому походу на Востоке, завязла у Константинополя. Тогда Людовик отправил письмо Карлу, в котором изложил свои сомнения.
Настал черёд самого Карла Анжуйского задуматься. Он искренне восхищался братом и хорошо осознавал, каким влиянием и авторитетом тот пользуется в Европе. Поэтому не присоединиться к Крестовому походу Людовика Святого он не мог. Вместе с тем, ему очень не хотелось отказываться от своей мечты — Константинополя. Поразмыслив, Карл предложил брату начать Крестовый поход против мусульман, а в качестве цели избрал Тунисский халифат Хафсидов. 1 июля 1270 года армия Людовика Святого выступила в Крестовый поход. Карлу пришлось сворачивать свои приготовления к войне с Константинополем, присоединившись к остальным крестоносцам. Французы высадились в Тунисе 17 июля 1270 года, сицилийцы — 24 августа. Поход не принёс особых результатов, однако в нём скончался от болезни Людовик Святой. Новым королём Франции стал Филипп III Смелый.
Смерть брата и воцарение безвольного племянника, Филиппа III Смелого, была тяжёлой утратой для Карла Анжуйского. 1 сентября 1271 года состоялись выборы нового понтифика. Конечно, Карлу гораздо выгоднее было отсутствие папы на Апостольской кафедре — оно развязывало ему руки на Востоке. Но Филипп III категорически настаивал на своём решении — ждать появление нового Римского папы, а уж потом решать вопрос о войне с греками. Наконец, папа был избран. Им стал Григорий X. В то время он пребывал вместе с принцем Эдуардом Английским в Палестине, и только в январе 1272 года прибыл в Южную Италию, где был встречен Карлом.
Пока новый папа добирался до кафедры, сицилийский король продолжал политику дипломатического удушения Византии. Воспользовавшись смертью Эпирского царя Михаила Дуки в начале 1271 года, Карл присоединил к себе часть территории Эпира. Карл Анжуйский подружился с сербским королём Стефаном Урошем I, жена которого была горячей поборницей католичества, и с болгарским царём, чья супруга приходилась родной сестрой ослеплённому Иоанну Ласкарису. Всё было хорошо, кроме одного — сицилийский монарх не знал, как поведёт себя новый Римский папа. А папа Григорий X, успевший по дороге продумать основные принципы своей политики, уже в апреле 1271 года своей буллой созвал новый Вселенский собор в Лионе на 1 мая 1274 года, определив его повесткой 3 вопроса: церковная реформа, отношения с Восточной церковью и новый Крестовый поход в Палестину. В глазах папы новый крестовый поход приобрёл особое значение, и он хотел, чтобы в нём участвовали все христиане — и западные, и восточные. Карл Анжуйский имел все основания быть недовольным этим: вопрос о крестовом походе и необходимости заключения унии с Константинополем вновь замораживал на неопределённое время его войну с Византией. Но откровенно выступать против папы было невозможно — Карл рассчитывал получить поддержку понтифика в своём противостоянии с Генуей, втайне подогреваемом Михаилом Палеологом. Но папа Григорий X был готов поддерживать только в тех пределах, которые были выгодны Римской церкви и обеспечивали стабильность в христианском мире. Поход Карла на Константинополь так и висел в воздухе, пока отсутствовало благословение понтифика. Между тем, Михаил VIII урегулировал свои отношения с Королевством Венгрией, женив в 1272 году своего сына Андроника на дочери венгерского короля Иштвана V.

### Попытка заключить церковную унию в 1274 году
Как вскоре выяснилось, папа Григорий X вообще не считал целесообразным начинать войну с Византией. Много времени пробыв на Востоке, папа прекрасно понимал, что возможность реанимировать Латинскую империю — иллюзорна. Зато, если бы Византия добровольно присоединилась к Риму, она могла бы стать бесценным союзником. Не поставив в известность сицилийского короля, ещё по дороге в Рим он написал послание Палеологу, в котором продекларировал своё горячее желание организовать церковную унию. Папа намекнул в своём письме Палеологу, что не может разрешить Венеции заключить договор с Константинополем и вообще с трудом сдерживает Карла Анжуйского, готового вторгнуться на Восток. А после напрямую предложил грекам явиться в Лион для того, чтобы публично засвидетельствовать перед всем христианским миром о своём подчинении Римской церкви.
Но и для Михаила VIII Палеолога это был прекрасный шанс отодвинуть по времени опасность со стороны Карла Анжуйского, и он использовал его. Император ответил папе в восторженных тонах, предлагая тому даже лично приехать в Константинополь, чтобы решить все вопросы церковной унии. Папа понял, что правильно выбрал время: окружённый со всех сторон врагами, Михаил Палеолог не мог отвергнуть приглашения папы прибыть на Лионский собор, хотя будущая уния означала революционный переворот в системе церковного управления Византии. Но императора не пугали столь далёкие перспективы — он надеялся, что лёгкие уступки в настоящем времени будут гораздо безопаснее для Византийской империи, чем немедленная война. И, уверенный в своей правоте, он пошёл на воссоединение с Римским престолом, дав поручение подготовить посольство на Лионский собор.
Благодаря стараниям Михаила, первоначально список требований из перечня, под которым должны были подписаться византийские епископы, был небольшим. Рим пока что не ставил вопроса о латинских догматах — папа требовал лишь признания своего главенства в Церкви, а также ещё несколько вопросов. Прими греки эти требования, и можно было считать, что проблема решена.
Однако в тот момент даже такие сверхмягкие условия не устраивали византийский епископат. Император убеждал клир и представителей самых знатных семей, недовольных его позицией, что гораздо удобнее и важнее предотвратить угрозу, чем потом бороться с ней. Но все было бесполезно. Хуже всего то, что Константинопольский патриарх Иосиф, до сих пор являвшийся верным соратником императора, на этот раз занял сторону оппозиции. По его тайному поручению хартофилакс Иоанн Векк при встрече с царём заявил от лица всего епископата, что хотя греки не называют латинян еретиками, по сути они ими являются. В 1273 году хартофилакса бросили за это в тюрьму.
Тогда император поручил некоторым клирикам подготовить обширное исследование по спорным догматическим вопросам, дабы потом обсудить его с архиереями. В свою очередь, патриарх Иосиф и другие епископы начали своё исследование, но преследовали при этом иную цель — доказать василевсу невозможность унии с Римом. Каждый из епископов составил свою письменную позицию, а затем поручили клирику Иову Иаситу свести все вместе. Епископов поддержала даже родная сестра императора Евлогия.
Получив трактат епископов, Михаил понял, что никакой поддержки от них не получит. Поразмыслив, Михаил решил привлечь на свою сторону Иоанна XI Векка, все ещё пребывавшего в темнице. Палеолог явился к нему и убедил самостоятельно изучить доводы в пользу унии и аргументы против неё.
Встретив открытое сопротивление со стороны епископата и близких родственников, Михаил VIII без промедления открыл гонения на своих врагов. Начались преследования оппозиции.
Обеспокоенный патриарх написал окружное послание и взял с архиереев клятву, что никто из них не перейдёт на сторону католиков. Почти все епископы подписали послание, тем самым поставив императора в невероятно сложное положение. Без сомнения, Михаил VIII имел все основания быть недовольным действиями патриарха Иосифа, при помощи которого надеялся ликвидировать угрозу со стороны Запада. У Михаила не оставалось выбора, и он начал вести беседы не только с патриархом, но и с епископами.
И вдруг в 1274 году у Михаила неожиданно появился помощник — тот самый хартофилакс Иоанн Векк. Изучив католические книги, Векк пришёл к выводу о том, что Римская курия с точки зрения догматики не так уж и лжива. Он уведомил императора о признании своих предыдущих заблуждений и принял активное участие в переговорах с архиереями.
Вероятно, папа знал о проблемах, с которыми столкнулся император, а потому решил немного попугать греков, запретив венецианцам возобновлять договор с Византией. Палеолог перевёл столицу на осадное положение и начал готовиться к войне. Срочно возобновили договорные отношения с генуэзцами, которых массами принимали на византийскую службу.
Михаил VIII вновь предпочёл решать всё дипломатией. Надо было смягчить папу, и в своём послании в Рим Михаил VIII Палеолог объяснял, почему не в состоянии в настоящий момент реализовать свои обязательства, а попутно просил папу принять его делегацию в Лионе.
Кроме того, Михаил VIII предложил патриарху Иосифу на время работы Лионского собора удалиться в обитель как бы на покой, но с обязательным поминовением его имени на каждой Литургии, как патриарха. Если объединение церквей не состоится, Иосиф может вернуться к исполнению своих обязанностей. Если же состоится уния, то он добровольно уйдёт в отставку, и на его место выберут сторонника унии. Патриарх согласился.
Тем временем, переговоры о церковной унии, длившиеся весь 1273 год, приводили сицилийского короля в ярость. Он был вынужден приостановить приготовление своего похода на Константинополь. Срок его договора с Балдуином II истекал в 1274 году, после чего считался недействительным — в этом случае Карл утрачивал права на территории, которые ему уступал Латинский император.
Собор был открыт папой 7 мая 1274 года. Поскольку один из отправленных кораблей затонул, прибывшая византийская делегация была представлена не так пышно, как того хотелось византийскому императору. Но послов всё равно радостно встретили и провели объединительную службу. Зачитали послания императора и его сына Андроника, в которых оба правителя признавали главенство Римской церкви. Однако, несмотря на пышные выражения, по существу послание не затрагивало основных вопросов в той редакции, которая была бы удобна для Рима.
Папе были переданы и требования греков, на которых они согласны заключить унию: в первую очередь, устроить мир между Византией и Карлом Анжуйским с той оговоркой, что это необходимо для участия византийцев в новом Крестовом походе. Кроме этого, папу обязали отказать в приёме мятежным вассалам византийского императора, и, наконец, потребовали признания прав Михаила VIII Палеолога на трон.
Третье послание — от епископов Восточной церкви — содержало ещё более туманные позиции. Чтобы снять гнетущую тишину после прочтения этих посланий, Георгий Акрополит от имени императора поклялся принять католический Символ Веры и признать католические догматы единственно верными. Но когда папа Григорий X попросил предоставить письменную копию этой клятвы, Акрополит ответил, что та погибла во время шторма.
Но папа всё равно торжествовал. Посчитав, будто одержал решительную победу, Григорий X отпустил посольство в Константинополь, письменно поддержав императора. Официально уния состоялась, но только формально, о чём папа ещё не догадывался. В завершении Собора, 6 июля 1274 года Римский епископ провёл торжественное совещание, посвящённое объединению Церквей. Выслушав отчёт посольства, Михаил VIII Палеолог имел все основания считать свою политику успешной: он вновь получил важную отсрочку от нападения Карла Анжуйского и, кроме того, добился признания Римом своих прав на императорский трон. Теперь никто не мог сомневаться в его самодержавности и полномочиях, как византийского императора. Вместе с тем, понимая, что продолжение униальной церковной политики и реципирование Лионских решений может привести к бунту, Михаил решил сыграть на мелких уступках, не отдавая папе главного — подчинения православной церкви. Зато Лионские соглашения стали крахом надежд сицилийского короля. Дела Карла шли далеко не так успешно, как бы ему хотелось. В октябре 1274 году его войска потерпели урон в войне с Генуей, а положение в Пьемонте становилось совершенно плачевным. Кроме всего прочего, Карлу пришлось молча взирать на то, как византийцы, пользуясь тем, что папа запретил сицилийцам воевать с ними, принялись отвоёвывать Албанию и Балканы от сербов, болгар и венгров.
Византийский император прекрасно понимал, что без военных успехов его церковная политика обречена на поражение. Поэтому, едва его посланники вернулись из Лиона, Михаил VIII направил в Албанию свои войска, захватив город Берат и морской порт Бутринти. Весной 1275 года византийская армия, состоявшая в основном из наёмников-половцев, потерпела сокрушительное поражение при Навпатрасе от латинян, когда собиралась атаковать Эпирский деспотат. Но через несколько дней византийский флот под командованием Алексея Филантропесса у берегов Деметрии разгромил венецианско-ломбардийский флот. Эта победа открывала для византийцев Эгейское море. В конце 1275 года византийцы разбили в Пелопоннесе войска Карла Анжуйского и герцога Гильома, что позволило Константинополю укрепить своё влияние в Лаконии, на юго-востоке полуострова. В 1276 году всё в точности повторилось: Михаил вновь направил армию в Центральную Грецию, где византийцы потерпели новое поражение, и летом того же года их флот опять разгромил итальянцев.
Все это время Византийский император тщетно пытался сделать вид, что Константинополь признал унию. В принципе, византийские архиереи могли спокойно соглашаться на унию на тех условиях, которые им выставлял папа римский. Палеолог откровенно объяснял, что вопрос стоит о жизни и смерти Византийской империи, ради чего стоит пожертвовать тремя пунктами в перечне разногласий с католиками. Наконец, устав от объяснений, не приносящих результата, император предложил каждому из архиереев высказать мысль о том, каким способом можно избежать опасности. Но и это не помогло: епископы всячески избегали давать советы.
Поняв, что папе Римскому докладывать пока не о чём, император решил пригласить лично его в Константинополь, надеясь, что приезд папы снимет основные вопросы. Папа согласился, и император направил в Рим посольство договариваться о месте и времени встречи. Она должна состояться на Пасху 1276 года, но этому так и не суждено было случиться — в январе 1276 года папа Григорий X скончался.
Его смерть стала тяжёлым ударом для Михаила VIII Палеолога. Имея общение с несколькими Римскими епископами, он по достоинству оценил такт и скромный объём требований покойного Григория X. Было бы верхом самонадеянности полагать, будто новый папа, в выборах которого наверняка примет активное участие Карл Анжуйский, станет проводить столь компромиссную политику. Нужно было в очередной раз продемонстрировать Римской курии успехи византийцев в деле осуществления Лионской унии, и, следовательно, физически устранять те препятствия, которые стоят на пути василевса.
У главных зачинщиков противостояния император, пользуясь тем, что весь Константинополь считался императорской собственностью, забрал дома. А самого патриарха Иосифа поспешил сместить с кафедры. Имя патриарха перестали упоминать на литургии, а Римского епископа внесли в диптихи как «Вселенского папу».
Палеолог в очередной раз оказался прав в своих опасениях. 21 января 1276 года папой стал Иннокентий V. В угоду Карлу тот сразу же потребовал от Генуи заключить мир с Карлом Анжуйским. Те согласились — бесславный для Карла, но развязывавший ему руки для войны на Востоке, мир был заключён 22 июня 1276 года, но буквально через 4 дня Иннокентий V скончался. Новый папа, преданный друг Карла Анжуйского, Адриан V, избранный 11 июля 1276 года, скончался уже 18 августа того же года в Витербо. Очередным папой стал угодный Карлу Иоанн XXI, однако тому не хотелось излишне укреплять опасного и честолюбивого француза в ущерб Апостольской кафедре.
Кроме того, невольно Иоанн XXI оказался связанным Лионской унией. Чтобы дать благословение Карлу Анжуйскому на войну с греками, ему необходимо было получить достоверные подтверждения тому, что Константинополь не выполняет своих обязательств. Однако это понимал и Михаил. Император Михаил VIII Палеолог многократно доказывал Риму, что в одночасье реализовать Лионскую унию — задача более тяжёлая, чем всем казалось изначально. Ещё были живы византийцы, помнившие, что сделали крестоносцы в их древней столице, а современники были уже наслышаны об ужасах латинской оккупации Кипра. Кроме того, указывал император, восстановлению единства Церквей очень мешают военные угрозы. Если они будут устранены, то греки воочию убедятся в том, какой властью располагает папа. Нечего и говорить, что это была очередная уловка со стороны Палеолога, но хитрость умная, требующая достойного дипломатического ответа.
Чтобы показать Риму, с каким рвением он борется за Лионскую унию, Палеолог известил папу о смене Константинопольского патриарха и выборе по его приказу на пустующую кафедру Иоанна Векка, убеждённого сторонника унии. Византийское посольство, прибывшее в Рим ещё к Григорию X, просило понтифика срочно начать Крестовый поход против мусульман, угрожавших Византии с Востока, и предать анафеме всех врагов василевса. Папа Иннокентий V, которому пришлось рассматривать прошение, соглашался с тем, что для реализации унии нужно много потрудиться, но уклонился от вопроса о Крестовом походе. Он отказал также и в церковном отлучении врагов Палеолога.
К досаде Михаила, под влиянием сицилийского короля папа Иоанн XXI направил в Константинополь посольство, чтобы его легаты имели возможность своими глазами увидеть, что делает Палеолог для выполнения обязательств. В ответ Палеолог направил письменное подтверждение ранее данной клятвы и приложил послание патриарха Иоанна Векка и византийских епископов. Хотя слова греческих архипастырей были по-прежнему туманны, папа римский Иоанн XXI запретил Карлу I Анжуйскому войну с Константинополем, надеясь получить власть над греками мирным путём.
Хотя постоянные проволочки причиняли значительное беспокойство Карлу Анжуйскому, в глубине души тот полагал, что рано или поздно попытки реализовать унию провалятся, и тогда папа разрешит ему поход на Константинополь. Он искренне надеялся, что папа признаёт его самым ценным своим союзником, но 12 мая 1277 года случилось непредвиденное событие. Накануне папа приказал сделать ремонт в своей спальной комнате, но мастера поторопились, и ночью потолок рухнул на голову сонного Иоанна XXI, а через 8 дней он скончался. Избранный 25 ноября 1277 года папа Николай III едва ли мог быть причислен к друзьям Карла Анжуйского.
В 1277 году к Николаю III прибыли послы Михаила VIII Палеолога, направленные ещё к Иоанну XXI. Они уведомили апостолика, что император подтверждает все свои предыдущие обязательства, а от имени Константинопольского патриарха передали, что тот признаёт папу своим господином. Но папа был не так прост, как казалось грекам. Он специально дал аудиенцию послам Карла Анжуйского в присутствии византийских посланников, чтобы последние наглядно убедились, какие планы вынашивает сицилийский король. Вместе с тем, французам было открыто высказано, что папа не одобряет похода Карла Анжуйского на Константинополь, поскольку греки отныне — «сыны Римской церкви».
Михаил прекрасно понимал, что эта отсрочка носит временный характер. Когда папа проверит результаты реализации униональных соглашений, он придёт в ярость. Нужно было срочно что-то предпринимать, а иначе сицилийская армия вторгнется в пределы Византии. Проблема усугублялась тем, что родная сестра царя Евлогия и её дочь Мария, вышедшая замуж за Болгарского царя Константина, активно противодействовали унии, поддерживая её противников. В 1277 году болгарская царица вообще захватила власть в стране в свои руки, пользуясь болезнью мужа, и опасность со стороны Болгарии резко увеличилась.
Снова началась ожесточённая борьба с оппозицией. Первым пострадал бывший патриарх Иосиф, в келью которого постоянно прибывали монашествующие лица, открыто заявлявшие о своём уходе в раскол вследствие непринятия Лионской унии. Василевсу надоело получать известия о том, что Иосиф становится невольным центром оппозиции, и он удалил того в 1275 году на остров Хиллу у берегов Чёрного моря.
В 1279 году на Векка вдруг открылось дело по обвинению патриарха в оскорблении царского величества. Главным обвинителем стал Исаак, митрополит Эфесский, духовный отец императора. Михаил VIII Палеолог не хотел допускать расправы с патриархом, а потому затормаживал рассмотрение дела. Но вместе с тем, поняв, что и Иоанн Векк не в состоянии решить вопрос с церковным расколом, опасаясь все растущей независимости церкви от царской власти, Палеолог издал указ, который запретил отныне Константинопольскому патриарху вмешиваться в дела обителей, находившихся в других митрополиях. Это был прямой и тяжёлый удар по прерогативам патриарха, фактически отзывавший у него древние полномочия. Видимо, император хотел показать всем, что он, как и прежние императоры, является главой церковного управления, и не намерен спокойно наблюдать за тем, как некоторые епископы, и даже сам Константинопольский патриарх, игнорируют его приказы.
В качестве следующей меры против раскола император официально запретил устраивать публичные диспуты по спорным догматическим вопросам, опасаясь, что слухи об этих дискуссиях дойдут до Рима, и тогда никто не сможет убедить папу, будто греки приняли Лионскую унию. Но патриарх Иоанн Векк ослушался приказа императора, стараясь доказать своим противникам, что Греческую и Римскую церкви разделяют надуманные противоречия.
Получив выговор от царя, в 1279 году Иоанн Векк добровольно оставил патриаршую кафедру. Это было очень некстати, поскольку как раз в это время прибыли папские нунции. Николай III направил Михаилу VIII Палеологу новое послание, состоящее из 10 дополнительных условий. Сюда вошли: требование о подтверждении клятв со стороны императора и его сына о подчинении Риму, а также письменное согласие патриарха и всех епископов придерживаться латинского Символа Веры. Кроме того, все греческие обряды подлежали ревизии со стороны Рима, и не могли применяться в восточных храмах на службах. Папа полагал также, что все византийцы должны принести покаяние перед папскими легатами, направленными в Константинополь, а император обязывался вместе с патриархом отлучить от Церкви всех противников унии. Это были, по меньшей мере, оскорбительные для греков требования, унижающие к тому же позицию императора в глазах византийцев. Получалось так, что император заодно с папой, желающим унизить Православие.
Император срочно написал Иоанну Векку послание, в котором просил оставить место уединения и встретиться с римскими посланниками. Пока Векк думал, нунции пожелали на деле убедиться в реализации Лионской унии, и, как минимум, лично услышать, как Символ Веры поётся в католическом варианте во время Литургии. Поняв, что такое предложение посланников папы, оглашённое публично, вызовет настоящий бунт, Михаил VIII срочно созвал архиереев на совет. Наконец, с послами встретился Иоанн Векк, не обмолвившийся ни словом о своих разногласиях с царём и вновь вступивший на патриарший престол.
По-видимому, папа был доволен отчётом своего посольства, и в очередной раз запретил Карлу Анжуйскому войну с Константинополем. Более того, он заключил секретный договор с императором Михаилом VIII Палеологом и королём Педро Арагонским против Карла Анжуйского. Но сицилийскому королю недолго пришлось терпеть — 22 августа 1280 года папа Николай III скончался.
Но борьба с противниками унии продолжалась. Не снискав любви подданных своей церковной политикой, атакуемый с Востока и с Запада, почти потерявший надежду на умиротворение с Римом, император находился в чрезвычайно тяжёлом положении, но и сейчас не пал духом. Церковный раскол и оппозиция царю со стороны самых близких и высокопоставленных лиц возрастала. Но император никогда не терпел открытого неповиновения своей воле. Михаил начал беспощадно пытать и ослеплять противников унии. По свидетельству современника, император дошёл до такой степени гнева, что едва ему поступал донос на человека, как он тут же приказывал казнить обвиняемого, даже не разобравшись с тем, в чём того обвиняют.
Бессмысленно оценивать сложившуюся в Византии и Восточной церкви ситуацию однозначно. Конечно, расправы царя с оппозицией производили тяжёлое впечатление на окружающих. Но авторитет Михаила VIII и высокий образ императора по-прежнему доминировали в византийском обществе. В частности, святые отцы Афонской горы направили императору письмо вскоре после заключения унии, в котором Старцы доказывали ошибочность некоторых латинских обрядов. Прекрасно зная, сколь суровы приговоры царского суда в отношении лиц, не принявших Лионскую унию, отцы, далёкие от лести, тем не менее, писали в восхвалительных тонах.
Тем временем, сицилийский король начал первые операции на Балканах. В 1280 году он захватил город Бутринти у Эпирского царства и отправил войско во главе с Гуго де Сюлли вглубь страны. В течение осени того же года его армия отбросила византийцев в Берат и осадила город. Михаил VIII направил все свободные силы на помощь осаждённому гарнизону под командованием своего племянника Михаила Тарханиота, но оно добралось до Албании только к февралю 1281 года.
В завязавшихся боевых стычках успех сопутствовал византийцам, которым дважды удалось разбить французов и даже пленить де Сюлли. Сицилийцы бежали, а Палеолог получил контроль над северным Эпиром и частью Албании, хотя Карл Анжуйский сохранил земли от Дураццо до Бутринти. Гуго де Сюлли провели в цепях по улицам Константинополя, и император даже повелел изобразить эту картину на фреске у себя во дворце.
А в Риме решалась судьба папского престола. Выборы хотя и длились довольно долго, однако закончились оптимистично для Карла: 23 марта 1281 года на Апостольский престол был возведён сторонник Карла Мартин IV. Для него интересы Французской короны и лично Карла Анжуйского были всегда на первом месте. Кроме того, новый папа считал, что никакой унии с греками не нужно. Он вскоре прекратил все отношения с Византийским императором, ссылаясь на то, что Михаил VIII Палеолог не выполнил свои обязательства.
Палеолог срочно направил посольство в Рим, но оно было встречено крайне холодно. 3 июля 1281 года Карл Анжуйский и французский король Филипп III встретились с представителями Венецианской республики и с благословения нового папы подписали соглашение «О возрождении Римской империи, узурпированной Палеологами». Вскоре к ним присоединились пизанцы, латиняне Пелопоннеса; и лишь генуэзцы отказались воевать со своими союзниками.
18 ноября 1281 года папа римский Мартин IV предал Михаила VIII Палеолога анафеме, обязав до 1 мая 1282 года передать Византийскую империю во власть Рима. В противном случае Палеологу было объявлено, что его предадут вечной анафеме. Единственное, что оставалось ждать Византийскому императору — наступление летом 1282 года армады Карла Анжуйского. Этот резкий шаг поверг в прах политику предыдущих десятилетий. Безусловно, теперь ни о какой унии не могло быть и речи: Михаил VIII Палеолог чувствовал себя преданным Римским епископом и оскорблённым. Император хотел тут же публично порвать договор с Римом, но одумался — ведь в этом случае он своими руками расписывался в ошибочности политики предыдущих лет. Понятно, что это не могло пройти бесследно для царя. Поэтому император ограничился тем, что запретил упоминать имя папы на Литургии. Но Византия оставалась беззащитной перед армадой латинян, возглавляемых Карлом Анжуйским. Однако здесь наконец сказались плоды стратегии Михаила VIII Палеолога, которую он проводил в течение почти двух десятков лет.
Увлечённый идеей построения Средиземноморской империи, Карл Анжуйский совершенно забыл о своих врагах в Европе, недовольстве сицилийцев, страдающих под его правлением, массе знатных лиц, высланных им с острова, и тяжёлых налогах, которыми он замучил островитян. Как выяснилось, изгнанники из Сицилии нашли приют у Арагонского короля Хайме I, сын которого инфант Педро был женат на Констанции, дочери покойного сицилийского короля Манфреда Штауфена. А в 1276 году Педро стал Арагонским королём, завязал дипломатические отношения с Константинополем и начал подготовку грандиозного заговора против Сицилии.
Противостояние арагонцев с французами смутило и Папу. Он одновременно благословил два крестовых похода — один для Карла Анжуйского против Византии, а второй — для Педро Арагонского в Тунис, на самом деле явно направленный против короля Сицилии.
Весной 1282 года громадный флот Карла Анжуйского уже стоял в гаванях Мессины, готовый к отплытию. К нему были готовы присоединиться венецианцы и католики Эпира и Фессалии. Сербия, Болгария и Венгрия собирались поддержать это предприятие, надеясь попутно расширить свои территории. Все свидетельствовало об успехе кампании.
Но тут внезапно произошло событие, ознаменовавшее крах всей политики Карла Анжуйского и его мечты — на Сицилии началась Сицилийская вечерня, приведшая к тотальному уничтожению французов на острове и свержению власти Карла Анжуйского. Восстание началось 29 марта 1282 года, на Пасху. Поводом послужило заигрывание французских чиновников в Палермо с одной молоденькой сицилианкой во время празднеств, закончившееся тем, что муж женщины заколол обидчика на глазах толпы. Французы бросились отомстить за товарища, но сицилийцы накинулись на них и всех перебили. К следующему утру 2 тыс. французов, мужчин и женщин, были убиты разгневанными сицилийцами.
Карл Анжуйский находился в Неаполе, когда узнал о беспорядках в Сицилии и о резне в Палермо. Не догадываясь о реальных масштабах бедствия, он пришёл в ярость, опасаясь только того, что из-за мятежа его поход на Константинополь вновь может быть отложен. Но уже 8 апреля 1282 года флот Карла в Мессине был почти полностью уничтожен. Отменив поход на византийцев, он при поддержке папы начал стягивать армию к Сицилии, собираясь возглавить её для подавления мятежа. Папа Мартин IV отлучил вождей сицилийского восстания от Католической церкви, а заодно с ними и Михаила VIII, которого назвал «именующим себя Византийским императором». Но уже 30 августа 1282 года арагонская армия высадилась на Сицилии. Началась крупная европейская война, отодвинувшая на неопределённый срок экспедицию на Константинополь.
Теперь Сицилийское королевство оказалось расколотым на две части. Карл Анжуйский правил в Неаполе, а Педро Арагонский — на Сицилии. Всем стало ясно, что никакой Средиземноморской империи уже не будет, и последние союзники оставляли Карла один за другим. Теперь о нападении на Константинополь не могло быть и речи. А 7 января 1285 года Карл Анжуйский скончался в Фодже.
Византия была спасена. Но по достоинству оценил последствия этого события в тот момент лишь сам император и его ближнее окружение — многие византийцы проклинали царя, предавшего православие.

### Отношения с государствами крестоносцев
Вскоре после освобождения из византийского плена в 1261 году, ахейский князь Гильом II де Виллардуэн начал поиск союзников и ожидал помощь от стран Западной Европы. Узнав об этом, Михаил VIII отправил в княжество армию под руководством своего брата Константина, однако экспедиция провалилась. Сначала византийцы были разбиты в битве у Приницы в 1263 году, а после возвращения Константина в столицу империи — в битве у Макриплаги в 1264 году.
В 1275 году герцог Афинский Жан I де ла Рош в союзе с правителем Фессалии Иоанном I Дукой (столицу которого, Неопатры, за несколько дней до этого захватил Михаил VIII) совершил поход на Византию, с целью освобождения Фессалии. Армия Палеолога была ослаблена предыдущими сражениями, и Иоанн Дука с Жаном де Ла Рош одержали победу. Иоанн смог вернуть себе свою столицу.
Год спустя, в союзе с Жильбером ди Верона Жан I отправился на помощь осаждённому Михаилом Палеологом Негропонту. После высадки на остров он проиграл битву при Ватонде, был ранен стрелой и упал с лошади. Герцог Афинский и Жильбер ди Верона были взяты в плен и отвезены в Константинополь, где предстали перед Михаилом VIII Палеологом. Герцог понравился императору, и он обходился с ним хорошо. Он даже предложил ему руку своей дочери, но Жан отверг это предложение. Только после выплаты выкупа в 30000 солидов и договора о вечном мире между герцогством и империей Жан получил свободу и смог вернуться в Афины в 1278 году.
Другое государство крестоносцев, Сеньория Негропонта, располагалось на острове Эвбея. Вскоре после возвращения Константинополя Михаил VIII отправил в Негропонту войско под командованием Ликарио, которому удалось овладеть всем островом, кроме крепости Халкиды. Однако, в 1280 году венецианцы начали постепенно отвоёвывать остров, что впоследствии привело к полному изгнанию византийцев в 1296 году.

### Политика на Балканах
В 1261 году болгарский царь Константин I Тих нападает на Константинополь, но теряет почти всю армию. К походу его побудила супруга — сестра Иоанна IV Ласкариса, желавшая отомстить за брата.
В 1265 году Михаил II Дука, эпирский деспот, и болгарский царь Константин, во главе 20 тыс. монголов вторглись в Фессалию. К ним присоединился Иконийский султан Кылыч-Арслан IV, которого, спасая от монгол, император ранее поселил в городе Эна. С трудом спасшись от врагов, император возвратился в Константинополь, конфисковал казну султана, арестовал его семью, а иконийский отряд, сплошь состоявший из крещённых турок, присоединил к своей армии.
Пока Михаил пытался заключить церковную унию с Западом, Константин предпринял против византийцев ещё несколько походов. Но, овладев вначале несколькими областями Фессалии и Македонии, он потерпел несколько поражений от византийской армии, которой помогал хан Ногай, и утратил не только свои завоевания, но и последние владения в Македонии, а также города Месемврию, Анхиал, Филиппополь, Станимак, Скопье, Прилепу и Полог.
В 1272 году болгарский царь овдовел, и Византийский император сумел убедить его жениться на своей племяннице Марии Кантакузен. Когда же болгары, не получив обещанного в качестве приданого за невесту, попытались выступить против Византии, их остановили монголы темника Ногая. Тонкими манёврами удалось примириться также с Сербией и Венгерским королевством.
После битвы при Пелагонии сербский король Стефан Урош I Великий начал налаживать хорошие отношения с Византией, и в 1265 году Михаил VIII попытался устроить брак между младшим сыном Стефана и своей дочерью Анной. Однако, брак сорвался из-за сопротивления сербской оппозиции. И всё же, в 1273 году (или ещё 1272) Стефан Урош I решил присоединиться к антивизантийской коалиции Карла Анжуйского, рассчитывая расширить свои владения за счёт Византии.
В 1276 году королём Сербии стал Стефан Драгутин. Он не предпринимал никаких мер против Византии, вплоть до Сицилийской вечерни и распада коалиции.
В 1272 году Иоанн I Дука, фессалийский правитель, заключил союз с Византийской империей, скреплённый династическим браком своей дочери с племянником Палеолога. В этом же году он получил от Михаила титул севастократора. Тем не менее Дука оставался соперником империи, и Михаил дважды (в 1273 и 1275 годах) посылал войска в Фессалию для усмирения ненадёжного союзника.
Фессалия входила в антивизантийскую коалицию Карла Анжуйского. В 1277 году Иоанн созвал синод, на котором противники Лионской унии, высланные из Византии, отлучили от Церкви басилевса и константинопольского патриарха Иоанна XI Векка. В этом же году Палеолог начал очередное наступление на своего соседа, но в сражении у Фарсала войска Иоанна вынудили ромеев отступить, хотя Фессалию разграбили союзные Византии отряды Ногайской орды.
После битвы при Пелагонии, эпирский деспот — Михаил II Комнин Дука дал Палеологу клятву верности, и Эпирский деспотат стал вассалом Никейской, а потом Византийской империи. Затем после возвращения Константинополя Михаил VIII вынудил сына эпирского государя Никифора жениться на своей племяннице Анне Кантакузине в 1265 году.
В 1267 году Корфу и большая часть царства были захвачены Карлом Анжуйским, и в 1267/68 годах Михаил II умер, и ему наследовал Никифор. В 1271 году он заключил с Карлом союз, согласившись стать его вассалом. Вскоре после Сицилийской вечерни Византия захватила у Эпира Албанию.

### Восточная политика
После восстановления Византийской империи Михаил VIII всячески стремился не допустить вторжения монголов путём поддержания с ними мирных взаимоотношений и династических браков. Сначала он заключил мирное соглашение с Золотой Ордой в 1263 году, а спустя два года выдал свою внебрачную дочь Марию Деспину Палеолог за правителя государства Хулагуидов ильхана Абаку, заключив с ним союзный договор.
Однако, предотвратить вторжение кочевников императору не удалось. Хан Золотой Орды Берке, недовольный заключением союза между Византией и главным своим противником на Кавказе государством Хулагуидов, организовал в том же 1265 году совместный монгольско-болгарский поход на Византию. После этого монголы неоднократно вторгались на территорию Византии. В 1266 г. император выдал свою дочь Ефросинью за хана Ногая, чем не только приобрёл верного союзника, но и блокировал активность враждебных болгар. Благодаря этому союзу он использовал монгольскую помощь во время двух болгарских походов на Византию в 1273 и 1279 годах. Монгольский отряд численностью 4000 воинов был отправлен в Константинополь и в 1282 году для борьбы с деспотатом Фессалии.
После возвращения Константинополя внимание Михаила VIII акцентировалось на отвоевании Балкан и отношениях с Западом. Восточной границей и турецкими соседями же несколько пренебрегали. Иконийский султанат находился в большой зависимости от государства Хулагуидов, и не представлял опасности для Византии, в то время как другие, более мелкие, государства турок были заняты междоусобицами. Однако, отдельные турецкие шайки, не считаясь с международными договорами, продолжали делать грабительские набеги в пределы империи. Происходило же это во многом из-за прекращения поддержки правительством акритов.
В 1262 году Михаил VIII и мамлюкский султан Египта Бейбарс I заключили договор о свободном доступе египетских судов к Чёрному морю. Также Михаил завязал дружеские отношения с мамлюкским султаном Калауном, убедив того, что им обоим угрожает общая опасность от латинян.
Несмотря на захват Михаилом VIII Константинополя, трапезундские императоры отказывались признавать возрождённую Византийскую империю. Из-за этого Византия и Трапезунд долгое время враждовали.
Император Трапезунда Георгий Великий Комнин заключил союз с противниками унии в Византии, а также входил в антивизантийскую коалицию Карла Анжуйского.
В 1282 году, преемник Георгия Великого Комнина, Трапезундский император Иоанн II Великий Комнин, женившись на дочери Палеолога Евдокии, добровольно отказался от титула «Римский император», получив взамен от Михаила VIII Палеолога титул «царь Востока, Грузии и заморских стран». Это упрочило отношения между двумя византийскими государствами и объединило их силы в борьбе с врагами.

### Отношения с Русью
После монгольского нашествия на Русь и Четвёртого крестового похода против Византийской империи, контакты между русскими княжествами и византийцами практически прекратились. После возвращения Константинополя контакты также были редки — русские были заняты междоусобицами и прочими проблемами. Однако, известно что в 1278 году митрополит киевский и всея Руси Кирилл III и золотоордынский хан Менгу-Тимур направили к императору Михаилу VIII и патриарху Константинопольскому Иоанну XI Векку сарайского епископа Феогноста, как своего совместного посланника, с письмами и дарами от каждого из них.

## Смерть
Хотя угроза вторжения латинских армий теперь была отсрочена на неопределённый срок, успокаиваться было рано. Буквально в эти же дни в Константинополь пришли известия о том, что севастократор Иоанн, правитель Фессалии, взбунтовался. Император срочно направил послов к хану Ногаю, попросил у него 4 тыс. конных монголов и, присоединив их к своему войску, двинулся в поход. Во время переправы через Мраморное море во Фракию корабли внезапно попали в шторм, и здоровье царя, уже изношенное многими государственными делами, окончательно пошатнулось. К счастью, кораблям удалось справиться с волнами, и царь вместе с войском достиг Редесты, откуда в ноябре 1282 года направился к городу Аллага, ставшему последним местом его жизни. Там василевсу стало ещё хуже, и, почувствовав скорое приближение смерти, он простился с товарищами и родными. Пришёл иерей, и началась последняя литургия — император пребывал в полной памяти и все понимал. Михаил VIII Палеолог принял Причастие, помолился, произнёс: «Господи, избави меня от часа сего!», упал на подушку и испустил дух; ему было всего 58 лет. Это случилось 11 декабря 1282 года.

## Память и оценка деятельности
Это был неискренний и двуличный человек, а когда выходил из себя, становился и вовсе безжалостным и жестоким. То, как он обошёлся с Иоанном Ласкарисом, шокировало всех его современников, в том числе и собственную семью. Но мало кто ещё смог бы настолько уверенно управлять империей в самый опасный период её истории. Возможно, Михаилу и везло, однако его народу, который обрёл такого правителя в такое время, повезло ещё больше.
Ночью слуги вместе с сыном царя Андроником II Палеологом, новым императором, перенесли тело покойного василевса в только что построенную церковь. Однако, опасаясь гнева ортодоксов, не простивших Михаилу VIII Лионской унии, и родственников лиц, пострадавших в годы царствования отца, Андроник II приказал вынести тело из храма подальше от лагеря и зарыть в землю без обычного отпевания и погребения. Затем прах Михаила VIII Палеолога был перенесён по приказу Андроника II в Силимврию из опасения, чтобы над ним не глумились латиняне. Но в Константинополь перенести гроб сын не решился.
Состоявшийся в 1283 году Константинопольский собор принял решение об отлучении от Церкви патриарха Иоанна Векка и лишил вечного поминовения императора Михаила VIII Палеолога. А сын Андроник II Палеолог и супруга покойного василевса Феодора приняли и утвердили данное определение. Нет сомнений в том, что ни императрица Феодора, ни Андроник II Палеолог не являлись инициаторами такого решения. Но, опасаясь конфронтации с сильной партией епископата, пожелавшего найти «истинных» виновников своего вчерашнего конформизма в лице Иоанна Векка и Михаила VIII Палеолога, не осмелились выступить против определений этого судилища. Впрочем, к слову сказать, отказ в вечном поминовении не является отлучением от Церкви и не препятствует личному поминовению покойного царя. Иными словами, даже враги не осмелились назвать царя врагом Церкви или ересиархом, наглядно видя на протяжении многих лет, какую титаническую борьбу с Западом ему пришлось выдержать.

Если мы припомним, что в течение всего своего царствования он отовсюду был окружен политическими врагами, и что он, как умный и энергичный человек, не будучи в состоянии пассивно относиться к такому положению дел, с необыкновенной политическим тактом умел пользоваться единственным средством, бывшим у него в руках — обезоружить большую часть врагов мыслью об унии, то не можем отказать ему в умственных достоинствах и не можем не чувствовать к нему уважения. В течение 20 лет, при восьми папах, он умел сдерживать Запад. Таким образом, как государственный человек, Михаил с честью трудился на своем поприще. Для правильного суждения о нём нужно отличать в нём государственного деятеля от религиозного и в известной степени недостатки его нравственного характера извинять обстоятельствами времени. Легко было его сыну и преемнику Андронику быть более нравственным после того, что сделал для безопасности Империи со стороны Запада его отец.
Несомненно, Михаил VIII Палеолог являлся крупной, сильной и даровитой личностью. Среди тяжёлых испытаний он безропотно исполнял обязанности императора, очень часто оставаясь не понятым даже близкими людьми. Его несравненная выдержка и великолепное дипломатическое умение многократно спасали Византию. Умея смотреть опасности в глаза, он никогда не отступал, неизменно сохраняя верность той идее, которая казалась ему правильной. Так, несмотря на все противостояния, он навязал унию всему обществу и до конца дней сумел настоять на своём.

Восстановить Византийскую империю в её целости и в былом великолепии можно было только чудом. Михаил VIII попытался осуществить это чудо; и хотя ему не удалось полностью воплотить в жизнь свои грандиозные планы, тем не менее, поставленная им перед собой цель, его практические дарования и гибкий ум делают его последним значительным императором Византии.
Под конец жизни Михаил VIII Палеолог написал устав обители св. Дмитрия в Константинополе, где частично коснулся своей биографии. Там присутствуют такие строки: «Я не искал трона, но был вынужден принять его как достойнейший».

## Семья
В 1253 году Михаил VIII Палеолог женился на Феодоре Дукине Ватаца, внучатой племяннице Иоанна III Дуки Ватаца, императора Никеи.
Их детьми были:
- Мануил Палеолог (1254—1259)
- Андроник II Палеолог (1259—1332)
- Константин Палеолог (1261—1306)
- Ирина Палеолог — жена болгарского царя Ивана Асеня III
- Анна Палеолог — жена Дмитрия Дуки Комнина
- Евдокия Палеолог — жена трапезундского императора Иоанна II Великого Комнина
- Феодора Палеолог — жена грузинского и имеретинского царя Давида VI Нарина с 1254 года[137].

Также Михаил VIII имел двух незаконнорождённых дочерей:
- Евфросиния Палеолог — жена золотоордынского тёмника Ногая
- Мария Деспина Монгольская — жена персидского ильхана Абака-хана.

## Образ в культуре

### В литературе
- Георгиос Леонардос. «Михаил VIII Палеолог Освободитель»

### В кино
- «Бейбарс» (1989) — СССР, реж. Булат Мансуров. В роли Михаила VIII Палеолога — Вячеслав Гостинский.